# جورج فيليبس أودوم جونيور
جورج فيليبس أودوم جونيور (بالإنجليزية: George Phillips Odom Jr.)‏ هو فنان أمريكي، ولد في 1941، وتوفي في 18 ديسمبر 2010.